# Rada Suprema
La Rada Suprema (en ucraïnès Верховна Рада України, Verkhovna Rada Ukraïni) o Consell Suprem és el nom oficial del parlament unicameral d'Ucraïna. Anteriorment va ser la màxima autoritat de la República Socialista Soviètica d'Ucraïna. És un parlament unicameral integrat per 450 diputats, que és presidida per un president. Es reuneix a l'edifici de la Rada Suprema d'Ucraïna a la capital d'Ucraïna Kíiv.
A les eleccions al Parlament d'Ucraïna, els escons es reparteixen entre tots els partits que aconsegueixen un mínim de 3% de vots arreu del país, utilitzant el mètode de Hamilton pel repartiment. Les últimes eleccions a la Rada Suprema d'Ucraïna es va celebrar el 30 de setembre de 2007. El 8 d'octubre de 2008 el president Víktor Iúsxenko va dissoldre el Parlament i convocà eleccions anticipades que finalment no es van dur a terme.

## Nom
El nom Rada (ucraïnès: Рада) vol dir "consell". Es va originar a la Rus de Kíev i en el segle x representava un consell de boiars. També va ser usat pels cosacs del Dniéper, en els segles xvii i XIII per a les reunions on es prenien les decisions més importants i s'elegien nous consells per vot popular. Aquest nom va ser utilitzat més tard pel Govern Revolucionari d'Ucraïna entre el 17 de març del 1917 i el 29 d'abril del 1918 (Rada Central).
Verkhovna (suprema) és la forma femenina de l'adjectiu "верховний". Deriva de la paraula ucraïnesa "верх" que significa "dalt".

## Història

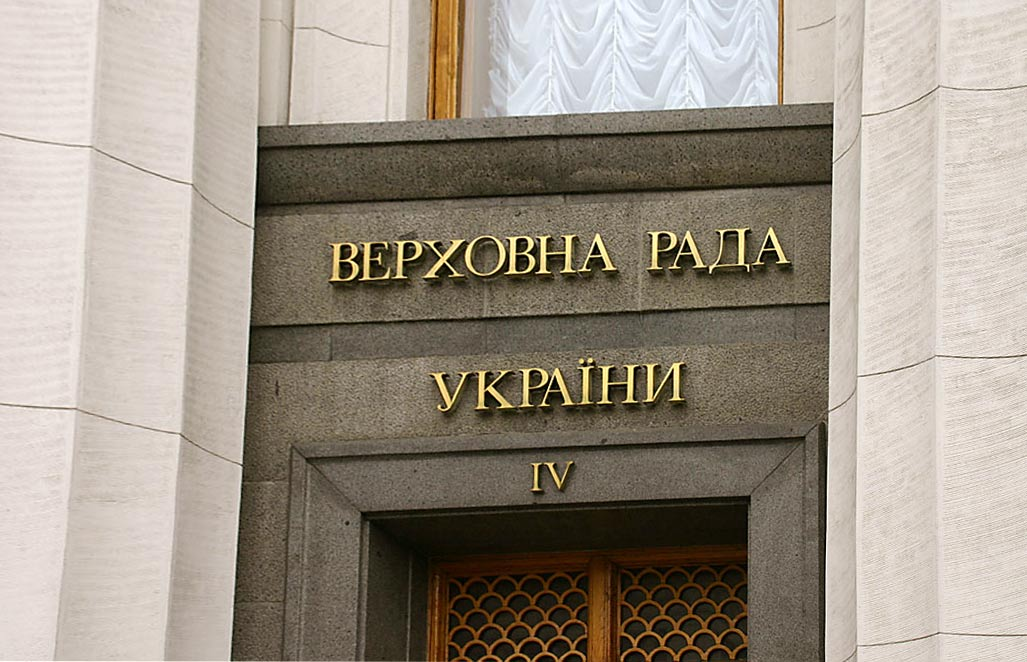
Entrada a la Rada Suprema

### Precursors
Els precursors de la Rada Suprema es troben en el Consell del Boiars (Боярська рада, Boiarska Rada) de l'estat ucraïnès medieval (Rus' de Kíiv) i les Rades o consells dels cosacs ucraïnesos, i més tard en la Rada Central fundada el 1917 pel Govern Revolucionari d'Ucraïna, que esdevindria la República Popular d'Ucraïna (Українська Народна Республіка, Ukraïnska Narodna Respúblika), durant uns 3 anys d'independència del país.

### Rada Suprema de l'RSS d'Ucraïna
La Rada Suprema de l'RSS d'Ucraïna es va establir el 1938 com el Parlament nacional de la República Socialista Soviètica d'Ucraïna. Durant l'existència de la Unió Soviètica, es van esdevenir 12 legislatures (скликання, sklýkannia) de la Rada Suprema. A la dotzena legislatura, es va declarar la independència d'Ucraïna i aquesta legislatura va passar a ser la primera de la Ucraïna independent.
La primera "convocatòria" (скликання, sklýkannia), és a dir, els primers membres de la primera legislatura de la Rada Suprema de la República Socialista Soviètica d'Ucraïna es va reunir per a la primera sessió el 1938. El primer president oficial de la Rada Suprema fou Leonid Korníiets (Леоні́д Рома́нович Корніє́ць) el 1938. Hiorhyi o Georgi Piatakov fou el primer secretari del comitè central de la Ucraïna soviètica, elegit el 1918. També va ser elegit president de la Rada Suprema diverses vegades, però el 1937 va ser condemnat a mort pel govern de Stalin. Fou rehabilitat políticament a títol pòstum.
La primera veritable elecció per escollir diputats a la Rada Suprema d'Ucraïna es va celebrar el març del 1990. Encara que el Partit Comunista continuà tenint el control, es va formar l'anomenat "Bloc Democràtic" per nombrosos partits, incloent el Moviment Popular d'Ucraïna (Rukh), Comitè de Vigilància d'Helsinki d'Ucraïna, el Partit Verd d'Ucraïna, i molts altres.

### Rada Suprema d'Ucraïna
La Rada Suprema de l'RSS d'Ucraïna de la dotzena legislatura (скликання, sklýkannia) va proclamar la sobirania estatal d'Ucraïna el 16 de juliol del 1990, i va declarar la independència d'Ucraïna i la creació de l'Estat d'Ucraïna el 24 d'agost del 1991, aproximadament a les 18:00 hora local. Aleshores, el President de la Rada Suprema d'Ucraïna era Leonid Kravtxuk. La Llei d'Independència d'Ucraïna es va aprovar per aclaparadora majoria en un referèndum nacional celebrat l'1 de desembre del 1991.
Així, la Rada Suprema de l'RSS d'Ucraïna va passar a ser una nova institució, la Rada Suprema d'Ucraïna. La Constitució d'Ucraïna va ser aprovada per la Rada Suprema d'Ucraïna de la XIII legislatura el 28 de juny del 1996. La catorzena legislatura del parlament passà a ser la tercera des de la independència. Es canvià oficialment la numeració de les legislatures, proclamant la dotzena legislatura la primera legislatura del parlament de la Ucraïna independent. Després de la Revolució Taronja van ser aprovades un conjunt d'esmenes a la Constitució el 8 de desembre del 2004 per la Rada Suprema de la quarta (XV) convocatòria.
El gener del 2009 els diputats de la Rada Suprema retallaren el seu finançament en 118 milions de hrývnia, en comparació amb l'any 2008 (enmig de les declaracions dels legisladors sobre la necessitat de retallar les despeses de govern per combatre l'actual crisi econòmica d'Ucraïna). Al principi el parlament retallà les despeses, però més tard, sota la pressió del govern, els legisladors també van retallar els seus sous. No obstant això a mitjans de juny el diari Delo revelà que durant una votació sobre la llei dels canvis en el pressupost estatal de 2009 (que proposa finançar la prestació d'insulina per malalts de diabetis amb l'increment d'un impost especial sobre la cervesa), els diputats de la Verkhovna Rada van presentar una esmena a la llei i incrementaren el pressupost de la Rada en 97 milions de hrývnia d'aquesta manera (fet públic per Oleh Liaixkó, membre del Bloc Iúlia Timoixenko). El president Víktor Iúsxenko va vetar la llei el 18 de juny del 2009. El president va dir que els 100 milions de hrývnia dels impostos especials s'havien de donar al sector d'atenció a la salut i no pas a les despeses del mateix Parlament.
La facció del Bloc Iúlia Timoixenko té la intenció de proposar la supressió de la immunitat parlamentària el setembre del 2009.

### Miscel·lània, incidents
L'11 de setembre del 2009 es va organitzar fora de l'edifici de la Rada un campionat de llançament de micròfons entre els parlamentaris, organitzat pel sindicat independent dels mitjans de comunicació de Kíiv, en resposta a un incident ocorregut l'1 de setembre del 2009, quan un diputat comunista va arrabassar un micròfon a un reporter de la STB i el va llençar escales avall. Hi participaren molts diputats.

## Ubicació
La Rada Suprema d'Ucraïna es troba en un edifici d'estil "neoclàssic soviètic" del 1939, dissenyat per l'arquitecte ucraïnès Volodýmyr Zabolotnyi (Володи́мир Гна́тович Заболо́тний, Volodýmyr Hnàtovytx Zabolotnyi) i emplaçat al carrer de Mykhailo Hruixevskyi (Вулиця Михайла Грушевського, vúlytsia Mykhaila Hruixévskoho) de Kíev. L'edifici limita amb un parc pintoresc i el palau de Maríyinskyi, Maríïnskyi o de Maria (Маріїнський палац, Maríïnskyi Palats), dissenyat per Bartolomeo Rastrelli el segle xviii i que serveix de residència oficial del president d'Ucraïna.
Després del trasllat de la capital de l'RSS d'Ucraïna de Khàrkiv a Kíiv el 1934 foren planejats un conjunt d'edificis oficials. El 1936 el concurs per a la construcció del nou edifici del parlament va ser guanyat per l'arquitecte Volodýmyr Zabolotnyi. La construcció de l'edifici original va ser realitzada el 1936-1938, però fou destruït durant la Segona Guerra Mundial. Fou reconstruït en el seu estil original entre 1945 i 1947, amb una cúpula de vidre un metre més alt que l'original.

## Missió i autoritat
La Rada Suprema d'Ucraïna és l'únic òrgan de poder legislatiu a Ucraïna. El Parlament determina els principis de la política interior i exterior, introdueix modificacions en la Constitució d'Ucraïna, aprova lleis, aprova el pressupost de l'Estat, designa les eleccions del president d'Ucraïna, nomena el seu president, declara la guerra i la pau, nomena el primer ministre d'Ucraïna, nomena o aprova el nomenament de determinats funcionaris, designa la tercera part del Tribunal Constitucional d'Ucraïna, tria als jutges per a condicions permanents, ratifica i denuncia els tractats internacionals, i exerceix certes funcions de control.

## Composició
La Rada Suprema d'Ucraïna està formada per 450 diputats nacionals (народний депутат) elegits sobre la base del sufragi universal, igual i directe, mitjançant votació secreta.
Les legislatures del parlament (скликання, sklýkannia) o els mandats dels diputats duren 4 anys. El parlament és presidit pel Holovà (Голова Верховної Ради України), és a dir, el Cap o President (Speaker en anglès, o Chairman, com ho anomenen en la pàgina oficial de la Rada en anglès). Oleksandr Turchynov (Олекса́ндр Валенти́нович Турчи́нов) és l'onzè President del Parlament des del 22 de febrer del 2014.
Els diputats tenen plena immunitat legal personal durant la durada del mandat. D'una banda, això pot ajudar a algunes persones a evitar la responsabilitat penal, d'altra banda, la immunitat serveix de garantia per a l'existència d'oposició política. En els casos greus de mala conducta, el fiscal general d'Ucraïna o el cap de la Cort Suprema d'Ucraïna pot demanar que es revoqui la immunitat d'un diputat, i la decisió de revocar correspon a la Rada Suprema.

## Legislatures
Les legislatures (скликання, sklýkannia) del parlament d'Ucraïna són les següents:
- I Legislatura (1990-1994)
- II Legislatura (1994-1998)
- III Legislatura (1998-2002)
- IV Legislatura (2002-2006)
- V Legislatura (2006-2007)
- VI Legislatura (2007-2012)